# Recklingsen
Recklingsen ist ein Ortsteil der Gemeinde Welver im Kreis Soest (Nordrhein-Westfalen). Das Dorf besteht aus den Teilen Recklingsen und Nehlerheide sowie den Höfen im Loh und Westen.
Die Streusiedlung in der Nähe des Staatsforstes wird von landwirtschaftlichen Betrieben geprägt. Die Anzahl der Höfe geht allerdings zurück.  Den Mittelpunkt des Ortes bildet der Dorfplatz. Das gesellschaftliche Dorfleben wird überwiegend durch den Schützen- und Feuerwehrverein gestaltet.

## Geschichte
Der Ort wurde 1245 in einer Urkunde erwähnt, in der dem Walburgis-Kloster in Soest bona in Rikelinchusen prope Wevere sita (Güter in Recklingsen bei Welver) übertragen wurden. Auch das Kloster Welver bekam im 13. Jahrhundert Grundbesitz im Ort. Eine Kapelle mit einem Friedhof in der Dorfmitte, an die noch heute die Flurbezeichnung Auf dem Kirchhof erinnert, wurde 1381 erwähnt. Die Flurbezeichnung Am Gericht, erinnert an das Frei- oder Femgericht. Eine sehr alte Linde, die im Volksmund Femelinde genannt wird steht dort. Die Flurbezeichnung An der Galgenstraße weist auf den ehemaligen Hinrichtungsplatz hin. Im Bördekataster von 1685 stand die Verpflichtung Wenn das Freigericht zu Recklingsen besessen wird, muß Rüsse präsentieren 1 Maaß Weins, 1 gebraten Huhn, ein 4 Pfd. Brot.
Recklingsen wurde am 1. Juli 1969 mit anderen Dörfern zur neuen Gemeinde Welver zusammengeschlossen.